# Saint-Marceau, Sarthe
Saint-Marceau là một xã trong tỉnh Sarthe ở tây bắc nước Pháp. Xã này nằm ở khu vực có độ cao từ 52-107 mét trên mực nước biển.